# مايواند
مايواند هي قرية في ولاية قندهار جنوب شرق أفغانستان. تَبعد مسافة 80 كم عن مدينة قندهار. اشتُهرت القرية بحدوث معركة مايواند على أراضيها في 27 يوليو 1880 خلال الحرب الإنجليزية الأفغانية الثانية. وهُزم خِلالها جيش الهند البريطاني بقيادة جورج بوروز من قِبل الجيش الأفغاني بقيادة أيوب خان وبإلهامٍ من ملالي مايواند التي غيرت مسار المعركة.